# 上埴生郡

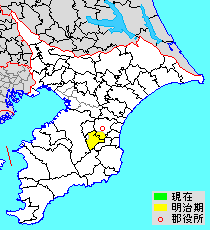
千葉県上埴生郡の位置

上埴生郡（かみはぶぐん）は、上総国（千葉県）の郡。古代、伊甚屯倉の分割により埴生郡として成立。明治維新後に「上埴生郡」に改称され、1897年（明治30年）に長柄郡と合併して長生郡となった。

## 古代
郡域には4世紀後半の築造とされる能満寺古墳があり、古墳時代前期における首長勢力の存在をうかがわせ、伊甚国造の本拠地とみられている。また『日本書紀』卷18安閑天皇元年（534年）4月1日条には伊甚屯倉献上の記事があり、南側の夷隅郡を中心とする地域に屯倉が設けられたが、文末に「今分ちて郡として、上総国に属く」とあるので、伊甚屯倉は夷隅郡のみならず、当郡や長柄郡にもおよぶ広大な屯倉であったと推測され、その分割により当郡も成立したとされている。
宝亀5年（774年）に上総介となり赴任した藤原黒麻呂が、現在の茂原市付近の牧を入手し開墾して藻原荘が成立した。その後、藻原荘は黒麻呂の曾孫菅根らによって興福寺に施入されたことが、『朝野群載』所収の寛平2年8月5日の施入帳にみえる。

### 郷
『和名類聚抄』に記される郡内の郷（6郷）。
埴生、埴石、小田、坂本、横栗、何家

### 式内社
『延喜式』神名帳に記される郡内の式内社。
| 神名帳           | 神名帳     | 神名帳 | 神名帳 | 比定社   | 比定社                 | 比定社     | 集成 |
| 社名             | 読み       | 格     | 付記   | 社名     | 所在地                 | 備考       | 集成 |
| ---------------- | ---------- | ------ | ------ | -------- | ---------------------- | ---------- | ---- |
| 埴生郡 1座（大） |            |        |        |          |                        |            |      |
| 玉前神社         | タマサキノ | 名神大 |        | 玉前神社 | 千葉県長生郡一宮町一宮 | 上総国一宮 |      |

## 明治維新後
1878年（明治11年）に行政区画として発足した当時の郡域は、現在の行政区画では概ね以下の区域にあたる。
- 茂原市の一部（猿袋を除く一宮川以南および山崎）
- 長生郡長南町の大部分（深沢・笠森を除く）
- 長生郡睦沢町の一部（森・長楽寺）

### 郡発足までの沿革
- 「旧高旧領取調帳」に記載されている明治初年時点での上総国埴生郡の支配は以下の通り。●は村内に寺社領が、○は寺社除地（領主から年貢免除の特権を与えられた土地）が存在。

| 知行         | 知行                         | 村数 | 村名 |
| ------------ | ---------------------------- | ---- | --- |
| 幕府領       | 旗本領                       | 44村 | 佐坪村、●市野々村、中原村、●又富村、千手堂村、須田村、石神村、小沢村、茗荷沢村、●報恩寺村、竹林村、八幡原村、○大井村、西湖村、長井村、葛田村、三ヶ谷村、●中善寺村、綱島村、野牛村、台田村、●千田村、芝原村、米満村、長楽寺村、小生田村、●地引村、給田村、今泉村、本台村、森村、関原村、岩川村、●早野村、上永吉村、下永吉村、蔵持村、岩撫村、上小野田村、●矢貫村、山内村、棚毛村、坂本村、山崎村 |
| 幕府領       | 幕府領・旗本領               | 1村  | 久原村 |
| 幕府領・藩領 | 幕府領・旗本領・上総久留里藩 | 1村  | 下小野田村 |
| 幕府領・藩領 | 旗本領・上総鶴牧藩           | 1村  | 立木村 |
| 幕府領・藩領 | 旗本領・下総高岡藩           | 1村  | 水沼村 |

- 慶応4年7月2日（1868年8月19日） - 鶴牧藩領、久留里藩領、高岡藩領の全域、幕府・旗本領の一部（茗荷沢村、竹林村、給田村の全域、立木村、下永吉村、坂本村の各一部）を除く全域が安房上総知県事の管轄となる。
- 明治初年に矢貫村が長南宿に改称。
- 明治元年
  - 9月21日（1868年11月5日） - 遠江浜松藩が転封し、上総鶴舞藩となる。
  - 安房上総知県事、久留里藩、鶴牧藩、高岡藩の領地替えが行われ、郡内全域が鶴舞藩となる。
- 明治4年
  - 7月14日（1871年8月29日） - 廃藩置県により鶴舞県の管轄となる。
  - 11月14日（1871年12月25日） - 鶴舞県が木更津県に統合。
- 1873年（明治6年）6月15日 - 木更津県が印旛県に統合して千葉県が発足。
- 1874年（明治7年） - 大井村、西湖村、長井村、葛田村、久原村が合併して豊原村が発足。

### 郡発足以降の沿革
- 1878年（明治11年）11月2日 - 郡区町村編制法の千葉県での施行により、行政区画としての上埴生郡が発足。「長柄上埴生郡役所」が長柄郡茂原町に設置され、長柄郡とともに管轄。上埴生郡としたのは同じく千葉県に属する下総国の埴生郡（→下埴生郡）と区別するためである。

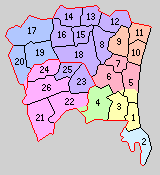
21.西村 22.東村 23.鶴枝村 24.豊栄村 25.五郷村 26.武丘村（紫：茂原市 緑：睦沢町 桃：長南町 1 - 20は長柄郡）

- 1889年（明治22年）4月1日 - 町村制の施行により、上埴生郡に以下の6村が発足。
  - 西村 ←水沼村、山内村、岩撫村、竹林村、佐坪村、市野々村、小沢村、報恩寺村、茗荷沢村（現長生郡長南町）
  - 東村 ←下小野田村、上小野田村、小生田村、地引村、中原村、給田村、芝原村、豊原村（現長生郡長南町）、森村、長楽寺村（現長生郡睦沢町）
  - 鶴枝村 ←上永吉村、下永吉村、立木村、三ヶ谷村、台田村、野牛村、長柄郡猿袋村（現茂原市）
  - 豊栄村 ←米満村、千田村、千手堂村、棚毛村、又富村、岩川村、今泉村、関原村、須田村、本台村（現長生郡長南町）
  - 五郷村 ←八幡原村、早野村、中善寺村、石神村、綱島村（現茂原市）
  - 武丘村 ←長南宿、蔵持村、坂本村（現長生郡長南町）
  - その他、山崎村が長柄郡二宮本郷村に編入。
- 1890年（明治23年）3月12日 - 武丘村が町制施行改称して庁南町となる（1町5村）。
- 1897年（明治30年）4月1日 - 郡制の施行により、長柄郡・上埴生郡の区域をもって長生郡が発足。同日上埴生郡廃止。

## 行政
長柄・上埴生郡長
| 代 | 氏名 | 就任年月日                | 退任年月日                | 備考                             |
| -- | ---- | ------------------------- | ------------------------- | -------------------------------- |
| 1  |      | 明治11年（1878年）11月2日 |                           |                                  |
|    |      |                           | 明治30年（1897年）3月31日 | 長柄郡との合併により上埴生郡廃止 |